# Controllo di autorità
Il controllo di autorità (inglese Authority control), in ambito biblioteconomico e documentalistico, indica l'attività volta a organizzare un catalogo o un archivio utilizzando un singolo termine per ogni entità (autore, titolo, ecc.).

## Processo
Attraverso il rinvio da forme varianti del nome a unica forma del nome (chiamata voce di autorità) si consente l'accesso a tutte le opere di un autore a prescindere dal fatto che in una specifica opera egli sia nominato con forma diversa: è il caso, ad esempio, di Carlo Lorenzini, nome anagrafico di Carlo Collodi. Tale controllo viene effettuato anche per i titoli (con rinvii da forme di titolo varianti, traduzioni ecc.).
Il termine "autorità" sta ad indicare che le entità sono stabilite in una particolare forma che consente la loro applicazione coerente, facilitando il lavoro di catalogazione degli addetti ai lavori e la ricerca da parte dell'utente. Nell'archivio di autorità ogni record di autorità contiene una descrizione dell'entità (cioè il suo utilizzo); questo archivio aiuta il bibliotecario e il documentalista a tenere coerente il catalogo e a renderlo di più facile uso per l'utente.
I catalogatori assegnano a ogni entità - quale autore, libro, collana, autore collettivo - una specifica univoca intestazione che è poi usata in senso esclusivo per indicare tutti i riferimenti a quella entità, anche se sono varianti come nel caso di pseudonimi.
Un'unica intestazione può guidare l'utente verso tutte le informazioni rilevanti. I record di autorità sono riuniti in una base di dati chiamata archivio di autorità, e la manutenzione e l'aggiornamento di questi record, così come dei loro collegamenti logici con altri archivi al loro interno, è lavoro dei bibliotecari o di altri catalogatori. Il controllo di autorità è un esempio di vocabolario controllato e delle attività di controllo bibliografico.

## Benefici del controllo di autorità
- Miglioramento della ricerca: il controllo di autorità aiuta i ricercatori a individuare uno specifico soggetto con minore perdita di tempo.
- Miglioramento delle attività di catalogazione: l'attività di controllo di autorità non aiuta solamente i ricercatori nell'ottenere le informazioni cercate, ma aiuta anche i catalogatori a tenere l'informazione organizzata. I catalogatori usano i record di autorità per la catalogazione di nuove entità evitando così di creare nuovi accessi per le entità già presenti del catalogo.
- Migliora la fruizione delle risorse librarie o informative.
- Facilita la manutenzione del catalogo: consente ai catalogatori di cancellare o correggere facilmente gli errori. Alcuni software hanno la funzionalità di cancellazione automatiche di voci errate.
- Minori errori: consente di evitare errori di digitazione che possono accumulare nel tempo forme varianti del nome.

## Esempi

### Nomi diversi relativi allo stesso soggetto
Alcune volte nei cataloghi ci sono nomi o ortografie diverse per indicare la stessa persona o soggetto. Ciò può provocare confusione poiché il ricercatore rischia di perdere alcune informazioni che sono presenti nel catalogo con nome diverso da quello con cui le ha cercate. Il controllo di autorità è utilizzato dai catalogatori per collocare materiale che, pur logicamente unito, si presenta come diverso. Sono usati record per stabilire un'unica intestazione (titolo uniforme) sotto cui collocare tutte le versioni di una certa opera anche se quelle opere hanno titoli diversi. Con il controllo di autorità, un unico nome preferito rappresenta tutte le varianti e include tutte le varianti, date diverse, presenze di maiuscole ecc.
Per esempio, Aristotele (filosofo greco) nelle pubblicazioni compare con i seguenti nomi:
- Aristoteles
- Aristotele
- Aristotélīs
- Aristotle
- Aristote

Tutti questi termini descrivono la stessa persona. Il controllo di autorità, seguendo specifiche regole,  unifica tutti questi accessi in una sola intestazione preferita, chiamata anche punto di accesso:
Aristoteles
oppure, nel caso di Emilio Salgari che ha pubblicato con diversi nomi:
- Altieri, Guido <1863-1911>
- Bertolini, Enrico
- Landucci, Guido
- Romero <1862-1911>

il punto di accesso sarà:
Salgari, Emilio
Generalmente ogni biblioteca nazionale utilizza record di autorità (authority file) sviluppati e mantenuti secondo proprie regole. Per evitare di creare possibili confusioni, è stato avviato un progetto internazionale collaborativo denominato Virtual International Authority File (VIAF) che ha lo scopo raccogliere tutti questi differenti record nazionali in un'unica base dati di voci di autorità controllate, liberamente accessibile online.

### Singolo nome che descrive differenti entità
Ciò accade nel caso di un titolo uguale ad un altro titolo o ad un titolo d'insieme. Autori diversi che abbiano nome identico vengono differenziati l'uno dall'altro aggiungendo l'iniziale del secondo nome oppure una data, quella di nascita, quella di morte, oppure gli anni di attività, es. 1918–1965, oppure la qualifica. 
Attraverso il controllo di autorità il catalogatore è in grado di disambiguare entità che presentano intestazioni simili o identiche.